# Leonid Mikiszew
Leonid Mikiszew (ros. Леонид Микишев, ur. 16 października 1946) – radziecki lekkoatleta, sprinter.
Zdobył srebrny medal w sztafecie 4 × 2 okrążenia na europejskich igrzyskach halowych w 1969 w Belgradzie (sztafeta radziecka biegła w składzie: Mikiszew, Aleksandr Bratczikow, Wałerij Borzow i Jurij Zorin).
Mikiszew był mistrzem ZSRR w sztafecie 4 × 100 metrów w 1968 oraz wicemistrzem w biegu na 100 metrów i biegu na 200 metrów w 1969.